# Svensk rummy
Svensk rummy, även kallat modern rummy, är ett kortspel som hör till rummy-familjen och som kan betraktas som en utbyggnad av det mer kända kortspelet gin rummy. 
I likhet med gin rummy går svensk rummy ut på att under spelets gång gruppera korten på handen i kombinationer, bestående av minst tre kort av samma valör eller minst tre kort i följd i samma färg. De viktigaste skillnaderna mot gin rummy är att två kortlekar används och att upp till sex personer kan delta. 
Spelet ska inte förväxlas med Swedish rummy, vilket i den engelskspråkiga världen är ett annat namn för crazy eights, ett kortspel som är nära besläktat med vändåtta.